# Костел Пресвятої Трійці і св. Йоана Хрестителя

## Історія костелу
Костел Пресвятої Трійці і св. Йоана Хрестителя — римо-католицький костел в Торчині, відноситься до Луцької єпархії.
- Перший дерев'яний костел Пресвятої Трійці і св. Йоана Хрестителя був зведений в 1540 році єпископом луцьким Юрієм (Єжи) Хвальчевським. Торчин (смт) був літньою резиденцією єпископів луцьких.

- Парафія була заснована у 1548 році.

- Зведення нового костелу розпочалося в 1710 році за участі єпископа луцького Александра Виховського, і продовжували зведення єпископи Францішек Кобєльскі i Антоні Волловіч. Попри ці зусилля церкви прийшли в занепад.

- Єпископ Фелікс Турскі у 1778 році побудував новий дерев'яний костел. Він був спалений в 1944 році.

- Новий парафіяльний Костел Пресвятої Трійці і св. Йоана Хрестителя був побудований в 1995–1998 завдяки зусиллям отця Марек Гмітржук. Освячення нового костелу відбулося 14 вересня 1998 року за участі єпископа луцького Маркіяна Трофим'яка.

- 13 березня 2007 року на торчинському кладовищі (колишній католицький цвинтар) був похований Медніс Авґустин.

## Настоятелі костелу
- о. Марек Гмітржук

- о. Базилій Жиньскі

- о. Гжегорж Міловскі — до 2007

- о. Томаш Чопор — з 2007 до 2013.

## Галерея

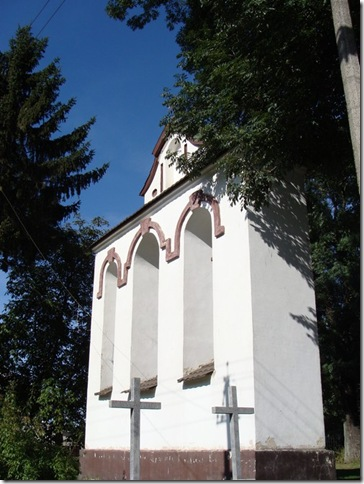
Дзвіниця
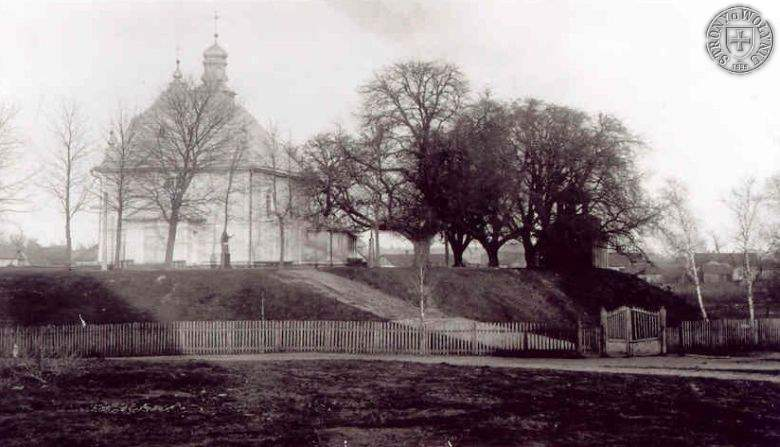
Костел 1778 року (фото поч. ХХ ст.)
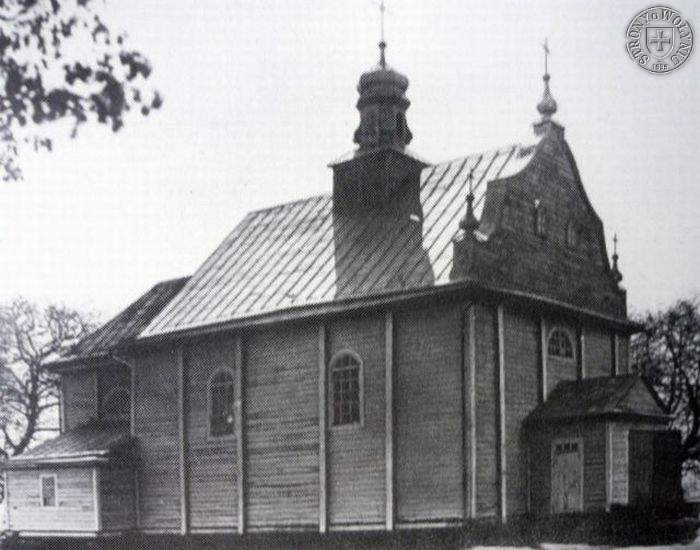
Костел 1778 року (фото поч. ХХ ст.)